# Atoi
atoi (ASCII to Integer) は、文字列を整数型に変換するC言語の標準Cライブラリの関数。標準ヘッダーファイル <stdlib.h> で宣言されている。読み方は規格では特に定められていない。

## 概要
引数で与えられた文字列を解析し、文字列先頭の連続する10進数整数部分をint型の整数に変換する。例えば、引数に"123abc"を与えると戻り値として123を返し、"-5"なら-5を返す。"abc"や""（空文字列）など変換不可能な文字列の場合、0を返す。
変換された後の数値がintの範囲に収まらない（結果がintで表現できない）場合、C99やC11の仕様上は未定義動作 (undefined behavior) を引き起こす。また、変換に失敗してもerrnoを書き換えないかもしれない。このため、atoiの使用を禁止しているガイドラインも存在する。
正常に変換可能な文字列の場合は (int)strtol(s, NULL, 10) と同じ結果を返す。

## 形式
```
#include
 
<stdlib.h>

int
 
atoi
(
const
 
char
 
*
nptr
);

```